# الجبعاوية (السعودية)
مركز الجبعاوية هو أحد المراكز الإدارية التابعة لمحافظة تيماء في منطقة تبوك بالمملكة العربية السعودية، ويبعد مسافة 60 كم شمال تيماء.